# Laserdisken
Laserdisken er en butik i Aalborg med tilhørende internetbutik. 
Laser sælger DVD'ere og Blu-ray samt diverse tilbehør og er Danmarks' største internetbutik for den slags. Laserdisken er især kendt for import af udenlandske film og som pioner indenfor laserdisc-markedet, deraf navnet.